# سكوت دافيسون
سكوت دافيسون (بالإنجليزية: Scott Davison)‏ هو لاعب كرة قاعدة أمريكي، ولد في 16 أكتوبر 1984 في إنغليووود في الولايات المتحدة.

## وصلات خارجية
- سكوت دافيسون على موقع الدوري الياباني لكرة القاعدة (الإنجليزية)
- سكوت دافيسون على موقعبيزبول رفرنس.كوم (الدوري الرئيسي) (الإنجليزية)
- سكوت دافيسون على موقعبيزبول رفرنس.كوم (الدوري الثانوي) (الإنجليزية)